# Jean Vauquelin de La Fresnaye

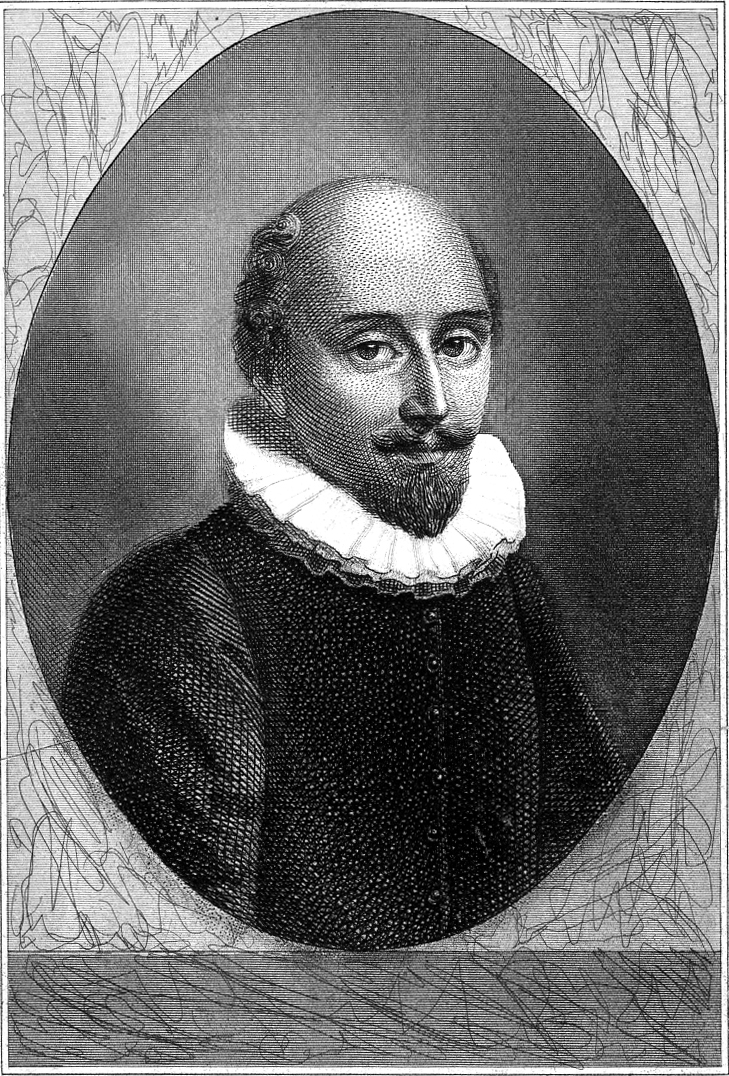
Jean Vauquelin de La Fresnaye

Jean Vauquelin de La Fresnaye (* 1536 in La Fresnaye-au-Sauvage; † 1606, 1607 oder 1608 in Caen) war ein französischer Dichter.
Jean Vauquelin de La Fresnaye studierte klassische Literatur in Paris und Rechtswissenschaften in Poitiers und Bourges. Er nahm an den Hugenottenkriegen teil und wurde 1574 bei Saint-Lô verwundet. Fresnaye war ein Schüler von Pierre de Ronsard.
1555 erschien sein erster Gedichtband, Les Foresteries. Bedeutend ist seine Abhandlung über die Dichtkunst (Art poétique, 1605), die Nicolas Boileau als Quelle diente.
Jean Vauquelin de La Fresnaye war der Vater des Dichters Nicolas Vauquelin des Yvetaux.